# Henrik IV. Francoski
Henrik IV., znan tudi po vzdevku Dobri kralj Henrik ali Henrik Veliki, (francosko Henri IV, Henri le Grand; okcitansko Enric Quate Lo Gran; * 13. december 1553, Pau, Navara, † 14. maj 1610, Pariz) je bil kralj Navarre (kot Henrik III.) od leta 1572 in kralj Francije od leta 1589 do 1610. Bil je prvi monarh Francije iz rodbine Bourbonov, stranske/mlajše veje rodbine Kapetingov. Leta 1610 ga je umoril François Ravaillac, fanatični katolik, nasledil pa ga je sin Ludvik XIII.
Sin Antoinea de Bourbona, vojvode Vendômskega in Jeanne d'Albret, kraljice Navarre, je bil Henrik krščen kot katolik, vendar ga je njegova mati vzgajala v protestantski veri. Leta 1572 je po materini smrti podedoval prestol Navarre. Kot hugenot je bil Henrik vpleten v francoske verske vojne, komaj se je izognil atentatu v pokolu na dan sv. Bartolomeja. Kasneje je protestantske sile vodil proti kraljevi vojski.
On in njegov predhodnik Henrik III. Francoski sta bila neposredna potomca svetega Ludvika IX.. Henrik III. je pripadal rodbini Valois, ki je izhajala iz Filipa III. Francoskega, starejšega sina Ludvika IX.; Henrik IV. je pripadal rodbini Bourbonov, ki je izhajala iz Roberta, grofa Clermontskega, mlajšega sina svetega Ludvika. Henrik je bil kot vodja rodbine Bourbonov 'prvi princ krvi'. Po smrti svojega svaka in daljnega bratranca Henrika III. leta 1589 je Henrik po Salijskem zakoniku prevzel francosko nasledstvo.
Sprva je obdržal protestantsko vero (edini francoski kralj, ki je to storil) in se je moral boriti proti Katoliški ligi, ki je zanikala, da bi lahko kot protestant nosil francosko krono. Po štirih letih zastoja se je spreobrnil v katolištvo, da bi prevzel oblast nad svojim kraljestvom (menda je rekel: »Pariz je vreden maše«.). Kot pragmatičen politik (v takratnem jeziku politique) je pokazal nenavadno versko strpnost do te dobe. Predvsem je objavil Nantski edikt (1598), ki je protestantom zagotavljal verske svoboščine in s tem dejansko končal verske vojne.
Za nekatere katoličane je bil uzurpator, za nekatere protestante pa izdajalec in je postal tarča vsaj 12 poskusov atentata. Ko se je Henrik v času svoje vladavine soočil z velikim nasprotovanjem, je po svoji smrti dobil večji status. Občudovali so ga zaradi njegovih večkratnih zmag nad sovražniki in njegovega pokatoličenja. Kot Dobri kralj Henrik (le bon roi Henri) je bil znan po svoji genialnosti in veliki zaskrbljenosti glede blaginje svojih podložnikov. Aktivni vladar je delal za ureditev državnih financ, spodbujanje kmetijstva, odpravljanje korupcije in spodbujanje izobraževanja. Med njegovo vladavino se je francoska kolonizacija Amerike resnično začela z ustanovitvijo kolonij Akadija in Kanade v Port-Royalu oziroma Quebecu. Častili so ga v priljubljeni pesmi Vive le roi Henri (ki je pozneje postala himna francoske monarhije v času vladanja njegovih naslednikov) in v Voltairejevi Henriade.

## Zgodnje življenje

### Otroštvo in mladost
Henri de Bourbon se je rodil v Pau, glavnem mestu zveze kraljevine Navarre s suvereno kneževino Béarn. Njegova starša sta bila kraljica Joana III. Navarrska (Jeanne d'Albret) in njen soprog Antoine de Bourbon, vojvoda Vendômski, kralj Navarre. Čeprav je bil krščen kot katolik, je bila njegova mati vzgojena kot protestantka, ki je kalvinizem razglasila za navarsko vero. Kot najstnik se je Henrik pridružil hugenotskim silam v francoskih verskih vojnah. 9. junija 1572 je po smrti svoje matere 19-letnik postal kralj Navarre.

### Prva poroka in Šentjernejska noč
Ob smrti kraljice Joane je bilo dogovorjeno, da se Henrik poroči z Margareto Valois, hčerko Henrika II. in Katarine Medičejske. Poroka je bila v Parizu 18. avgusta 1572 na parvisu pred stolnico Notre Dame.
24. avgusta se je v Parizu začel pokol imenovan Šentjernejska noč. V naslednjih dneh je bilo ubitih nekaj tisoč protestantov, ki so prišli na Henrikovo poroko v Pariz, pa tudi tisoče drugih po vsej državi. Henrik se je s pomočjo svoje žene in obljube, da se bo spreobrnil v katolištvo, rešil smrti. Bil je prisiljen živeti na francoskem dvoru, vendar je pobegnil v začetku leta 1576. 5. februarja istega leta se je formalno odrekel katolištvu v Toursu in se pridružil protestantskim silam v vojaškem spopadu. Svojo 16-letno sestro Catherine de Bourbon je imenoval za regentko Béarna. Katarina je bila regentka skoraj trideset let.

### Verske vojne
Henrik je leta 1584 prevzel francoski prestol po smrti Franca, vojvode Anžujskega, brata in naslednika katoličana Henrika III., ki je leta 1574 nasledil Karla IX.. Glede na to, da je bil Henrik iz Navarre naslednji starejši agnatski potomec Ludvika IX., Henriku III. ni preostalo drugega, kot da ga je priznal kot zakonitega naslednika.

#### Vojna treh Henrikov (1587–1589
Salijski zakonik je kraljevim sestram in vsem ostalim, ki so lahko zahtevali dedovanje po ženski liniji, to prepovedal. Ker je bil Henrik iz Navarre hugenot, v mnogih krajih države vprašanje ni veljalo za rešeno, Francija pa je padla v fazo verskih vojn, znano kot vojna treh Henrikov (1587–1589).
Henrik III. in Henrik Navarrski sta bila dva izmed teh Henrikov. Tretji je bil Henrik I., vojvoda Guise, ki si je prizadeval za popolno zatiranje hugenotov in je imel veliko podporo med zvestimi katoliki. Politična nesoglasja med strankami so sprožila vrsto kampanj in protikampanj, ki so se končale v bitki pri Coutrasu.
Decembra 1588 je Henrik III. dal umoriti Henrika I. Guiseja , skupaj z njegovim bratom Ludvikom, kardinalom de Guiseom. Henrik III. je menil, da bo odstranitev bratov končno povrnila njegovo avtoriteto. Prebivalci pa so se zgrozili in se dvignili proti njemu. Kraljevega naslova v več mestih niso več priznavali; njegova moč je bila omejena na Blois, Tours in okoliška okrožja. V splošnem kaosu se je Henrik III. zanašal na kralja Henrika Navarrskega in njegove hugenote.
Kralja je združil skupni interes - zmagati Francijo iz Katoliške lige. Henrik III. je kralja Navarre priznal kot resničnega podanika in Francoza, ne pa fanatičnega hugenota, ki si prizadeva za uničenje katoličanov. Pod kraljev prapor so se zbrali tudi katoliški plemiči rojalisti. S to združeno silo sta kralja odkorakala v Pariz. Morala mesta je bila nizka in celo španski veleposlanik je verjel, da mesto ne more zdržati dlje kot štirinajst dni. Toda Henrika III. je kmalu zatem, 2. avgusta 1589, umoril fanatični menih.

#### Nasledstvo (1589–1594)
Ko je Henrik III. umrl, je Henrik Navarrski nominalno postal francoski kralj. Katoliška liga pa je bila okrepljena s podporo zunaj države - zlasti iz Španije - dovolj močna, da je preprečila splošno priznanje njegovega novega naslova. Papež je izobčil Henrika in ga razglasil za brez pravice do dedovanja krone. Večina katoliških plemičev, ki so se pridružili Henriku III. pri obleganju Pariza, prav tako ni hotela priznati zahteve Henrika Navarrskega in so ga zapustili. Z vojaškim osvajanjem se je lotil osvajanja svojega kraljestva, pri čemer so mu pomagali angleški denar in nemške čete. Henrikovega katoliškega strica Karla, kardinala Bourbonski je Katoliška liga razglasila za kralja, toda kardinal je bil takrat Henrikov ujetnik. Henrik je bil zmagovalec v bitki pri Arquesu in bitki pri Ivryju, vendar ni uspel zavzeti Pariza, potem ko ga je oblegal leta 1590.
Ko je leta 1590 kardinal de Bourbon umrl, se liga ni mogla dogovoriti o novem kandidatu. Medtem ko so nekateri podpirali različne kandidate Guise, je bila najmočnejša kandidatka infantinja Isabella Clara Eugenia iz Španije, hči Filipa II., katere mati Elisabeta je bila najstarejša hči Henrika II. Francoskega. V takratni verski gorečnosti je bila infantinja prepoznana kot primerna kandidatka, pod pogojem, da se poroči s primernim možem. Francozi so v veliki večini zavrnili Filipovo prvo izbiro, avstrijskega nadvojvodo Ernesta, cesarjevega brata, prav tako člana Habsburžanov. V primeru takšnega nasprotovanja je Filip nakazal, da bi bili zanj sprejemljivi knezi iz Lorene - vojvoda Guise; sin lotarinškega vojvode in sin vojvode Majenskega. Španski veleposlaniki so na veselje lige izbrali vojvodo Guisea. Toda v tistem trenutku navidezne zmage je vojvodo Majenskega popadla zavist in je blokiral predlagano izvolitev kralja.
Tudi pariški Parlament je podprl Salijski zakonik. Trdili so, da če bi Francozi sprejeli naravno dedno nasledstvo, kot so predlagali Španci in sprejeli žensko za svojo kraljico, potem bi se potrdile starodavne trditve angleških kraljev in monarhija iz preteklih stoletij ne bi bila nič drugega kot nezakonitost. Parlament je Majenna kot generalpodpolkovnika opozoril, da so se francoski kralji uprli vmešavanju papeža v politične zadeve in da ne sme dvigovati tujega princa ali princese na francoski prestol pod pretvezo religije. Majenna je jezilo, da se pred tem opozorilom niso posvetovali z njim, vendar je popustil, saj njihov cilj ni bil v nasprotju s sedanjimi stališči.
Kljub tem neuspehom za ligo Henrik še vedno ni mogel prevzeti nadzora nad Parizom.

#### Spremenjenje v katolištvo: "Pariz je vreden maše" (1593)
25. julija 1593 se je Henrik s spodbudo svoje velike ljubezni Gabrielle d'Estrées trajno odpovedal protestantizmu in spreobrnil v katolištvo - da bi si zagotovil obstoj francoske krone in si tako prislužil zamero hugenotov in njegove nekdanje zavezniške angleške kraljice  Elizabete I. Izjavil naj bi, da je Paris vaut bien une messe ('Pariz je vreden maše'), čeprav obstaja dvom ali je to rekel ali mu je bila izjava pripisana s strani njegovih sodobnikov. Njegovo sprejemanje katolištva je zagotovilo zvestobo velike večine njegovih podložnikov.

#### Kronanje in priznanje (1594–95)
Ker je Reims, tradicionalno mesto kronanja francoskih kraljev, še vedno zasedala Katoliška liga, je bil Henrik 27. februarja 1594 v stolnici v Chartresu okronan za francoskega kralja. Papež Klemen VIII. je 17. septembra 1595 preklical Henrikovo izobčenje. Vendar ni pozabil svojih nekdanjih kalvinističnih sodelavcev in je bil znan po svoji verski strpnosti. Leta 1598 je izdal Nantski edikt, s katerim je hugenotom podelil omejeno pravice. 

## Dosežki njegove vladavine
V času njegove vladavine je Henrik IV. prek svoje zveste desne roke, ministra Maximiliena de Béthuneja, vojvode od Sullyja, urejal državne finance, spodbujal kmetijstvo, izsušil močvirja, opravljal javna dela in spodbujal izobraževanje. Ustanovil je Collège Royal Henri-le-Grand v La Flècheju (danes Prytanée Militaire de la Flèche). S Sullyjem je zaščitil gozdove pred nadaljnjim opustošenjem, zgradil sistem cest z drevoredi in mostove in prekope. V parku pri Château Fontainebleau je dal zgraditi 1200-metrski kanal in naročil sajenje borovcev, bezga in sadnega drevja.
Kralj je Pariz obnovil kot veliko mesto s Pont Neufom, ki stoji še danes, zgrajen nad reko Seno, da bi povezal desni in levi breg mesta. Henrik IV. je dal zgraditi tudi Place Royale (od leta 1800 znan kot Place des Vosges) in dodal Grande Galerie v  Louvrski palači. Več kot 400 metrov dolga in petintrideset metrov široka je bila zgrajena ob bregu reke Sene. Takrat je bila najdaljša tovrstna zgradba na svetu. Kralj Henrik IV., promotor umetnosti vseh slojev ljudi, je povabil na stotine umetnikov in obrtnikov, da živijo in delajo v spodnjih nadstropjih stavbe. Ta tradicija se je nadaljevala še dvesto let, dokler je ni cesar Napoleon I. prepovedal. Umetnost in arhitektura njegove vladavine sta od takrat postali znani kot "slog Henrika IV".
Vizija kralja Henrika je presegla Francijo in financiral je več odprav Pierra Dugue, Sieurja de Montsa in Samuela de Champlaina v Severno Ameriko. Francija je zahtevala Novo Francijo (zdaj Kanada).

## Mednarodni odnosi pod vodstvom Henrika IV.
V času vladavine Henrika IV. se je med Francijo, habsburškimi vladarji Španije in Svetim rimskim cesarstvom nadaljevalo rivalstvo za obvladovanje zahodne Evrope. Konflikt je bil rešen šele po tridesetletni vojni.

### Španija in Italija
Med Henrikovim bojem za krono je bila Španija glavni podpornik Katoliške lige in je skušala Henrika onemogočiti. Pod vojvodo Parmskim je leta 1590 proti Henriku posredovala vojska iz Španske  Nizozemske in onemogočila njegovo obleganje Pariza. Druga španska vojska je pomagala plemičem, ki so nasprotovali Henriku, da je leta 1592 zmagal v bitki pri Craonu.
Po Henrikovem kronanju se je vojna nadaljevala, ker je prišlo do uradnega vlečenja vrvi med francosko in špansko državo, toda po zmagi v obleganju Amiensa septembra 1597 je bil leta 1598 podpisan Vervinski mir. To mu je omogočilo, da je obrnil pozornost Savojcev, s katerimi se je tudi boril. Njihovi konflikti so bili rešeni v Lionski pogodbi iz leta 1601, ki je zahtevala teritorialno izmenjavo med Francijo in Savojskim vojvodstvom.

### Nemčija
Leta 1609 je Henrikova intervencija pomagala urediti vojno za nasledstvo Jülicha z diplomatskimi sredstvi.
Prevladovalo je mnenje, da se je leta 1610 Henrik pripravljal na vojno proti Svetemu rimskemu cesarstvu. Priprave pa so se končale z njegovim atentatom in poznejšim približevanjem Španiji pod regentstvom Marije Medičejske.

### Osmansko cesarstvo
Že pred Henrikovim pristopom na francoski prestol so bili francoski hugenoti v 1570-ih letih v načrtih proti španski habsburški vladi v stiku z aragonskimi Moriski. Okoli leta 1575 so bili izdelani načrti za skupni napad aragonskih Moriskov in hugenotov iz Béarna pod Henrikom na Špansko Aragonijo v dogovoru z alžirskim kraljem in Osmanskim cesarstvom, vendar se je ta projekt s prihodom Juana Avstrijskega v Aragonijo in razorožitev Moriskov. Leta 1576 je bilo predvideno izkrcanje trojne flote iz Konstantinopla med Murcio in Valencijo, medtem ko bodo francoski hugenoti vdrli s severa in Moriski dokončali svojo vstajo, vendar osmanska flota ni uspela prispeti. Po kronanju je Henrik nadaljeval politiko francosko-osmanskega zavezništva in leta 1601 od sultana Mehmeda III. prejel veleposlaništvo. Leta 1604 je bila med Henrikom IV. in osmanskim sultanom Ahmedom I. podpisana »mirovna pogodba in kapitulacija«, ki je Franciji v Osmanskem cesarstvu prinesla številne prednosti.
V letih 1606–07 je Henrik IV. poslal Arnoulta de Lisleja kot veleposlanika v Maroko, da bi spoštoval pretekle pogodbe o prijateljstvu. V Tunizijo je bilo leta 1608 poslano veleposlaništvo, ki ga je vodil François Savary de Brèves.

### Vzhodna Azija
V času vladavine Henrika IV. so bila ustanovljena različna podjetja za razvoj trgovine z oddaljenimi deželami. Decembra 1600 je bilo prek združenja Saint-Malo, Laval in Vitré ustanovljeno podjetje za trgovanje z Moluki in Japonsko. Dve ladji, Croissant in Corbin, sta bili okoli Rta dobrega upanja poslani maja 1601. Corbin je bila uničena na Maldivih, kar je pripeljalo do pustolovščine Françoisa Pyrarda de Lavala, ki se je leta 1611 uspel vrniti v Francijo. Croissant je s Françoisom Martinom de Vitréjem prišla do Cejlona in trgovala s sultanatom Aceh na Sumatri, a so jo Nizozemci ujeli na povratku na rtu Finisterre. François Martin de Vitré je bil prvi Francoz, ki je leta 1604 na prošnjo Henrika IV. napisal poročilo o potovanjih na Daljni vzhod in od takrat so objavljena številna poročila o Aziji.
Od leta 1604 do 1609, po vrnitvi Françoisa Martina de Vitréja, je Henrik razvil močno navdušenje nad potovanjem v Azijo in poskušal ustanoviti francosko vzhodnoindijsko podjetje po vzoru Anglije in Nizozemske. 1. junija 1604 je trgovcem iz Dieppeja izdal patentna pisma, da bi ustanovili podjetje Dieppe, s čimer jim je dal izključne pravice do azijske trgovine za 15 let. Nobena ladja ni bila poslana do leta 1616. Leta 1609 se je še en pustolovec Pierre-Olivier Malherbe vrnil z obkroženja sveta in Henrika obvestil o svojih dogodivščinah. Obiskal je Kitajsko in Indijo ter se srečal z Akbarjem.

## Značaj
Henrik IV. se je izkazal za človeka vizije in poguma. Namesto da bi vodil drage vojne za zatiranje nasprotnih plemičev, jih je Henrik preprosto poplačal. Kot kralj je sprejel politike in se lotil projektov za izboljšanje življenja vseh podložnikov, zaradi česar je postal eden najbolj priljubljenih vladarjev v državi doslej.
Henrik naj bi izviral iz pogosto ponavljane fraze »piščanec v vsakem loncu«. Kontekst za to besedno zvezo:
»Si Dieu me prête vie, je ferai qu'il n'y aura point de laboureur en mon royaume qui n'ait les moyens d'avoir le dimanche une poule dans son pot! (Če mi Bog podeli življenje, bom naredil tako, da nobenemu oraču na mojem področju ne bo primanjkovalo sredstev, da bi imel v nedeljo piščanca v svojem loncu!)«
Ta izjava ponazarja mir in relativno blaginjo, ki jo je Henrik prinesel v Francijo po desetletjih verske vojne in dokazuje, kako dobro je razumel stisko francoskega delavca in kmeta. Ta resnična skrb za življenjske razmere nižjega sloja prebivalstva - ki je v končni analizi zagotovilo ekonomsko podlago za moč kralja in velikih plemičev - med francoskimi kralji morda ni bila običajna. Po njegovi smrti bi se večina prebivalstva Henrika dobro spominjala.
Njegova odkrita manira, fizični pogum in vojaški uspehi so bili tudi dramatično v nasprotju z bolečino in napetostjo zadnjih kraljev Valois, kar dokazuje njegova odkrito trditev, da je vladal z »orožjem v roki in ritjo v sedlu« (on le bras armé et le cul sur la selle). Bil je tudi velik promiskuitetnež, ki je številnim ljubicam očetoval veliko otrok. 

### Vzdevki
Henrik je dobil vzdevek 'Veliki' (Henri le Grand), v Franciji pa ga imenujejo tudi le bon roi Henri ('dobri kralj Henrik') ali le vert galant ('Zeleni galant', zaradi njegovih številnih ljubic).

## Atentat
Henrik je bil predmet številnih poskusov atentatov, vključno Pierra Barrièreja avgusta 1593  in Jeana Châtela decembra 1594.
V Parizu ga je 14. maja 1610 dokončno ubil katoliški fanatik François Ravaillac in ga zabodel v Rue de la Ferronnerie. Henrokpvega spremljevalca je ustavil prometni zastoj, povezan s kraljičinim kronanjem, kot je prikazano na gravuri Gasparja Bouttatsa. Hercula de Rohana, duc de Montbazona, ki je bil z njim, ko so ga ubili, so ranili, vendar je preživel. Henrika so pokopali v baziliki Saint Denis.
Njegova vdova, Marija Medičejska, je do leta 1617 služila kot regentka njunega devetletnega sina Ludvika XIII. [46]
- Atentat na Henrika IV.,
grafika Gaspar Bouttats
- Njegov morilec François Ravaillac maha s svojim bodalom
- Umrli Henrik IV. na smrtni postelji, ki jo je izdal Pierre Firens, 1610
- Leži v Louvrski palači, grafika po Françoisu Quesnelu

## Poroke in zakonski otroci
18. avgusta 1572 se je Henrik poročil s svojo drugo sestrično Margareto Valoijsko; njuna poroka brez otrok je bila razveljavljena leta 1599. Njegova naslednja poroka z Marijo Medičejsko 17. decembra 1600 je dala šest otrok:
| Ime                                                  | Rojstvo            | Smrt               | Opomba |
| ---------------------------------------------------- | ------------------ | ------------------ | --- |
| Ludvik XIII. Francoski                               | 27. september 1601 | 14. maj 1643       | Poročen z Ano Avstrijsko leta 1615                                                                              |
| Elisabeta, španska kraljica                          | 22. november 1602  | 6. oktober 1644    | Poročena s Filipom IV. Španskim, leta 1615                                                                      |
| Christine Marie, Savojska vojvodina                  | 10. februar 1606   | 27. cecember 1663  | Poročena z Victorjem Amadeusom I., Savojskim vojvodom, leta 1619                                                |
| Nicolas Henri Orléanski                              | 16. april 1607     | 17. november 1611  | |
| Gaston Orléanski                                     | 25. april 1608     | 2. februar 1660    | Poročen z (1) Marie de Bourbon, vojvodino Montpensiersko, leta 1626 Poročen (2) z Marguerite Lorensko leta 1632 |
| Henrietta Maria, Angleška, škotska in irska kraljica | 25. november 1609  | 10. september 1669 | Poročena s Karlom I. Angleškim, škotskim in irskim, leta 1625                                                   |

### Druga poroka
Henryjev prvi zakon ni bil srečen in par je ostal brez otrok. Henrik in Margareta sta se ločila še preden je Henrik stopil na prestol avgusta 1589; Margareta se je upokojila v dvorcu d'Usson v Auvergne in tam živela dolga leta. Potem ko je Henrik postal francoski kralj, je bilo izredno pomembno, da je priskrbel dediča krone, da bi se izognil problemu spornega nasledstva.
Henrik je bil naklonjen ideji, da bi dosegel razveljavitev zakonske zveze z Margareto in vzel ljubico Gabrielle d'Estrées za nevesto; navsezadnje mu je že rodila tri otroke. Henrikovi svetniki so odločno nasprotovali tej zamisli, vendar je bila zadeva nepričakovano rešena zaradi nenadne smrti Gabrielle v zgodnjih urah 10. aprila 1599, potem ko je rodila nedonošenčka in mrtvorojenega sina. Poroka z Margareto je bila razveljavljena leta 1599, Henrik pa se je leta 1600 poročil z Marijo 'Medičejsko, hčerko Francesca I. de' Medici, velikega vojvode Toskane in nadvojvodkinjo Joanno  Avstrijjsko.

## Grbi
Grbi Henrika IV. so se skozi njegovo življenje spreminjale:
- Iz leta 1562,
kot princ Béarnski in vojvoda Vendôme
- Iz leta 1572,
kot kralj Navarre
- Iz leta 1589,
kot kralj Francije in Navarre (uporabljajo ga tudi njegovi nasledniki)
- Veliki kraljevi grb Henrika in rodbine Bourbon kot kralji Francije in Navarre (1589-1789)